# Luca Verdini
Luca Verdini (Pesaro, 18 febbraio 1985) è un pilota motociclistico italiano, vincitore del campionato italiano classe 125 nel 2006.

## Carriera
Nel 2003 vince la Coppa Italia nella classe 125. Nel 2004 prende parte al campionato italiano 125 classificandosi ventitreesimo, categoria in cui gareggia anche stagione successiva classificandosi nono. Nel 2005 corre il campionato Europeo Velocità nella classe 125 conquistando tre punti.
Per quanto riguarda le competizioni del motomondiale le sue partecipazioni sono avvenute grazie ad una wild card per partecipare nella classe 125 al Gran Premio motociclistico d'Italia nelle edizioni del 2005 e 2006. In entrambe le occasioni si è presentato alla guida di una Aprilia, ha completato entrambi i gran premi senza però conquistare punti validi per la classifica iridata.
Più frequenti e con risultati migliori le sue partecipazioni al campionato Italiano Velocità in cui ha conquistato il titolo nazionale nelle 125 nel 2006 e dove, nel 2010 è iscritto nella categoria Superstock con una Honda CBR 1000RR, in questa stagione è vice-campione italiano (con cinque piazzamenti a podio in sei gare di cui due vittorievnelle gare svoltesi al Mugello).
Prima ancora ha partecipato ad alcune gare della Superstock 1000 FIM Cup, entrando nella classifica finale nell'edizione 2007 dove è ventisettesimo (nella stessa stagione è sedicesimo nel campionato italiano Stock1000). Nel 2008 è trentesimo nel mondiale e nono nel campionato italiano. Nel 2009 è ventiquattresimo nel mondiale e undicesimo nel campionato italiano. Nel 2011 conquista undici punti e chiude diciottesimo sella Superstock 1000 FIM Cup.

## Risultati nel motomondiale
| 2005 | Classe | Moto    |  |  |  |  |    |  |  |    |  |  |  |  |  |  |  |  |  | Punti | Pos. |
| ---- | ------ | ------- |  |  |  |  | -- |  |  | -- |  |  |  |  |  |  |  |  |  | ----- | ---- |
| 2005 | 125    | Aprilia |  |  |  |  | 29 |  |  | NE |  |  |  |  |  |  |  |  |  | 0     |      |

| 2006 | Classe | Moto    |  |  |  |  |  |    |  |  |  |  |    |  |  |  |  |  |  | Punti | Pos. |
| ---- | ------ | ------- |  |  |  |  |  | -- |  |  |  |  | -- |  |  |  |  |  |  | ----- | ---- |
| 2006 | 125    | Aprilia |  |  |  |  |  | 22 |  |  |  |  | NE |  |  |  |  |  |  | 0     |      |

| Legenda | 1º posto        | 2º posto            | 3º posto            | A punti      | Senza punti        | Grassetto – Pole position Corsivo – Giro più veloce |
| Legenda | Gara non valida | Non qual./Non part. | Ritirato/Non class. | Squalificato | '-' Dato non disp. | Grassetto – Pole position Corsivo – Giro più veloce |